# Cabo Haitiano
Cabo Haitiano (em francês:  Cap-Haïtien, ou na forma reduzida Le Cap; em crioulo haitiano:  Kap Ayisyen) é uma comuna do Haiti, capital do departamento do Norte e sede do arrondissement homônimo. De acordo com o censo de 2003, sua população total é de 186251 habitantes.
Devido à sua proximidade com as praias do Mar do Caribe, que se encontram a noroeste, Cabo Haitiano tem sido tradicionalmente o destino de férias escolhido pelas classes altas do Haiti. Atualmente, a cidade e o departamento se encontram sob a proteção militar, compostas de forças conjuntas do Exército, Marinha e Força Aérea do Paraguai, em virtude do mandato do Minustah pela ONU.